# BEAT PLANET
BEAT PLANET（ビートプラネット）は、2012年10月1日から2017年3月30日までJ-WAVEで放送されていたラジオ番組。

## 放送時間
- 月曜-木曜日 11:30-14:00

## ナビゲーター
- Sascha

## 主なコーナー
2016年4月改編現在。
- 11:43 - MUSIC EXPRESS
- 12:15 - HILLS AGENCY
話題のスポット、近々開催される注目のイベント、そして、あなたが宣伝したいお店やイベントなどを、架空の広告代理店が紹介するとともに、勝手にラジオCMを作って宣伝するコーナー。 スポンサーは森ビル。
- 13:00 - TSUTAYA ACCESS! MUSIC PLAYLIST
- 13:25 - BEHIND THE MELODY〜FM KAMEDA / ナビゲーター:亀田誠治
前番組PARK IN THE SKYから継続。

## 終了したコーナー
- ESTATE 24 HOLDINGS TODAY’S CATCH
前番組PARK IN THE SKYから続投。